# Plectrodiplosis fascipennis
Plectrodiplosis fascipennis är en tvåvingeart som beskrevs av Gagne 1973. Plectrodiplosis fascipennis ingår i släktet Plectrodiplosis och familjen gallmyggor.
Artens utbredningsområde är Maryland. Inga underarter finns listade i Catalogue of Life.